# Malzéville
Malzéville est une commune française située dans le département de Meurthe-et-Moselle, en région Grand Est, en Lorraine. C'est l'une des vingt communes de la métropole du Grand Nancy.

## Géographie

### Localisation
La ville est arrosée par la Meurthe et est adossée au plateau de Malzéville, dont une partie est classée en zone Natura 2000.

### Communes limitrophes
| Champigneulles |            | Lay-Saint-Christophe |
| Maxéville      | Malzéville | Eulmont              |
| Nancy          | Saint-Max  | Dommartemont         |

### Voies de communication et transports

#### Transports en commun
Malzéville est reliée au Grand Nancy grâce aux lignes du réseau de transport de l'agglomération nancéienne appelé Réseau Stan :
- Ligne 12 : Malzéville Savlons - Heillecourt
- Ligne 13 : Nancy Pôle de Santé - Dommartemont
- Ligne 16 : Malzéville Pixerécourt - Margéville-Villers Clairlieu
- Ligne 32 : Maxéville Jean Lamour - Essey La Fallée
- Ligne 53 (scolaire) : Malzéville Collège Verlaine - Malzéville Le Nid
- Ligne 54 (scolaire) : Malzéville Collège Verlaine - Dommartemont Collège R. Nicklès
- Ligne 58 (scolaire) : Dommartemont Collège R.-Nicklès - Tomblaine Groupe scolaire
- Ligne 62 (scolaire) : Malzéville Pixerécourt - Nancy Gare
- Ligne 65 (scolaire) : Malzéville Margeville - Nancy Division de Fer

### Hydrographie
La commune est dans le bassin versant du Rhin au sein du bassin Rhin-Meuse. Elle est drainée par la Meurthe,.
La Meurthe, d'une longueur de 161 km, prend sa source dans la commune du Valtin et se jette  dans la Moselle à Pompey, après avoir traversé 53 communes. Les caractéristiques hydrologiques de la Meurthe sont données par la station hydrologique située sur la commune. Le débit moyen mensuel est de 40,2 m3/s. Le débit moyen journalier maximum est de 751 m3/s, atteint lors de la crue du 27 mai 1983. Le débit instantané maximal est quant à lui de 808 m3/s, atteint le 4 octobre 2006.

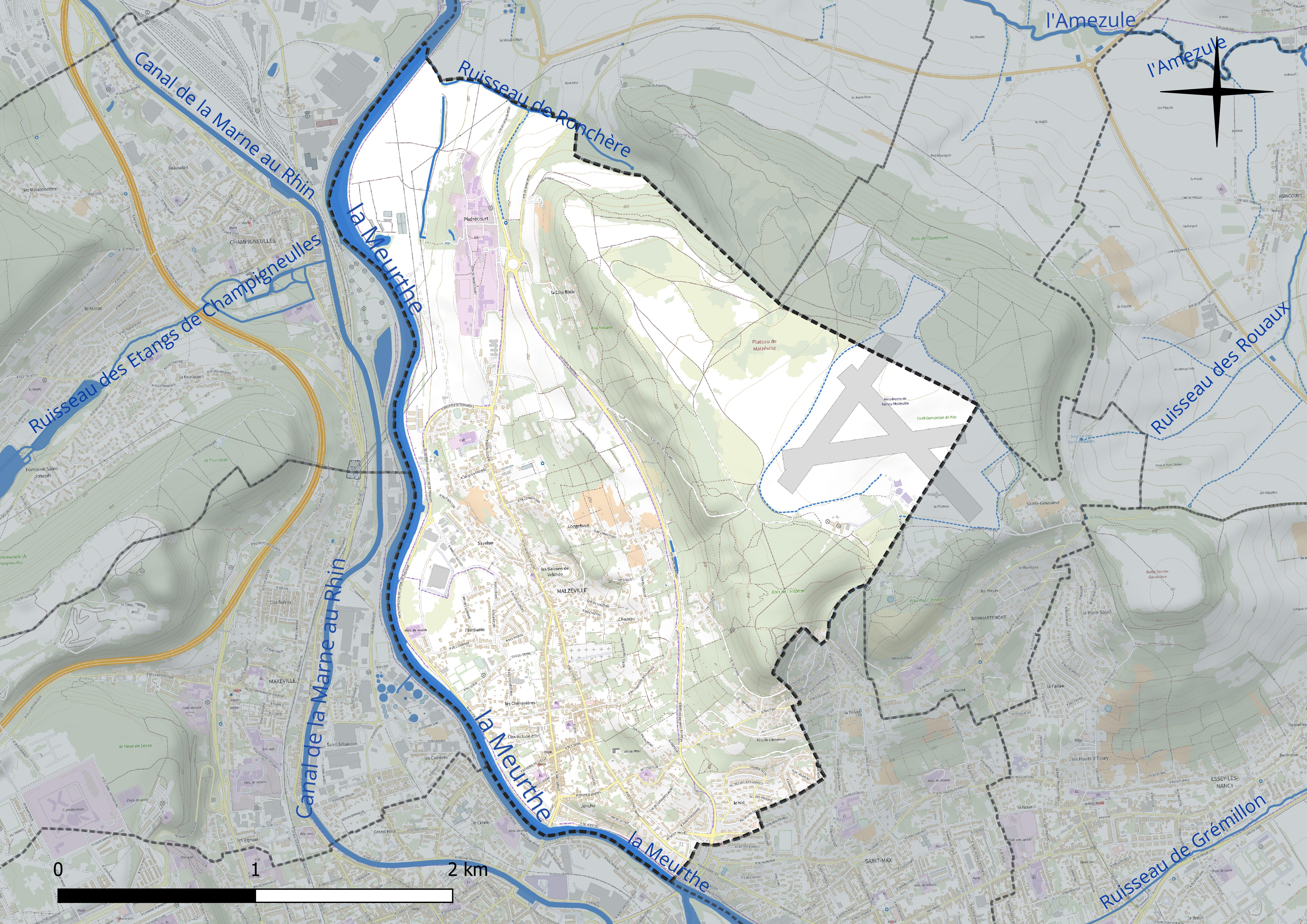
Réseau hydrographique de Malzéville.

### Climat
Pour des articles plus généraux, voir Climat du Grand Est et Climat de Meurthe-et-Moselle.
En 2010, le climat de la commune est de type climat des marges montargnardes, selon une étude du Centre national de la recherche scientifique s'appuyant sur une série de données couvrant la période 1971-2000. En 2020, Météo-France publie une typologie des climats de la France métropolitaine dans laquelle la commune est exposée à un climat semi-continental et est dans la région climatique  Lorraine, plateau de Langres, Morvan, caractérisée par un hiver rude (1,5 °C), des vents modérés et des brouillards fréquents en automne et hiver. 
Pour la période 1971-2000, la température annuelle moyenne est de 9,8 °C, avec une amplitude thermique annuelle de 17,2 °C. Le cumul annuel moyen de précipitations est de 843 mm, avec 12,3 jours de précipitations en janvier et 9,7 jours en juillet. Pour la période 1991-2020, la température moyenne annuelle observée sur la station météorologique de Météo-France la plus proche, « Nancy-Essey », sur la commune de Tomblaine à 4 km à vol d'oiseau, est de 11,0 °C et le cumul annuel moyen de précipitations est de 746,3 mm. 
La température maximale relevée sur cette station est de 40,1 °C, atteinte le 24 juillet 2019 ; la température minimale est de −24,8 °C, atteinte le 21 février 1956,,. 
| Mois                                  | jan.             | fév.             | mars             | avril           | mai             | juin           | jui.          | août           | sep.            | oct.            | nov.             | déc.             | année      |
| ------------------------------------- | ---------------- | ---------------- | ---------------- | --------------- | --------------- | -------------- | ------------- | -------------- | --------------- | --------------- | ---------------- | ---------------- | ---------- |
| Température minimale moyenne (°C)     | −0,2             | 0                | 2,1              | 4,5             | 8,7             | 12,2           | 14,2          | 13,9           | 10,2            | 7,1             | 3,4              | 1                | 6,4        |
| Température moyenne (°C)              | 2,6              | 3,5              | 6,9              | 10,2            | 14,2            | 17,9           | 20            | 19,6           | 15,6            | 11,3            | 6,4              | 3,5              | 11         |
| Température maximale moyenne (°C)     | 5,4              | 7,1              | 11,6             | 15,8            | 19,8            | 23,5           | 25,8          | 25,4           | 20,9            | 15,5            | 9,4              | 6                | 15,5       |
| Record de froid (°C) date du record   | −21,6 13.01.1968 | −24,8 21.02.1956 | −15,9 04.03.1965 | −6,8 02.04.1958 | −4,2 03.05.1960 | 1,6 05.06.1953 | 2 01.07.1962  | 2,8 26.08.1966 | −1,3 24.09.1948 | −7,9 27.10.1950 | −12,7 23.11.1998 | −21,3 30.12.1939 | −24,8 1956 |
| Record de chaleur (°C) date du record | 16,8 05.01.1999  | 20,8 27.02.19    | 26 31.03.21      | 29,3 18.04.1949 | 33 28.05.17     | 37,2 26.06.19  | 40,1 24.07.19 | 39,3 08.08.03  | 34,4 15.09.20   | 27,6 13.10.23   | 22,7 02.11.20    | 18,5 16.12.1989  | 40,1 2019  |
| Ensoleillement (h)                    | 524              | 801              | 1 396            | 1 812           | 2 056           | 2 235          | 2 348         | 2 194          | 1 719           | 1 046           | 521              | 432              | 17 083     |
| Précipitations (mm)                   | 64,4             | 54,8             | 54,1             | 44,3            | 67,9            | 56             | 63            | 67,2           | 61,1            | 66,5            | 68,9             | 78,1             | 746,3      |

| Diagramme climatique                                  |          |             |             |             |            |            |              |              |             |            |        |
| J                                                     | F        | M           | A           | M           | J          | J          | A            | S            | O           | N          | D      |
| 5,4−0,264,4                                           | 7,1054,8 | 11,62,154,1 | 15,84,544,3 | 19,88,767,9 | 23,512,256 | 25,814,263 | 25,413,967,2 | 20,910,261,1 | 15,57,166,5 | 9,43,468,9 | 6178,1 |
| Moyennes : • Temp. maxi et mini °C • Précipitation mm |          |             |             |             |            |            |              |              |             |            |        |

Les paramètres climatiques de la commune ont été estimés pour le milieu du siècle (2041-2070) selon différents scénarios d'émission de gaz à effet de serre à partir des nouvelles projections climatiques de référence DRIAS-2020. Ils sont consultables sur un site dédié publié par Météo-France en novembre 2022.

## Urbanisme

### Typologie
Au 1er janvier 2024, Malzéville est catégorisée grand centre urbain, selon la nouvelle grille communale de densité à sept niveaux définie par l'Insee en 2022.
Elle appartient à l'unité urbaine de Nancy, une agglomération intra-départementale regroupant 28  communes, dont elle est une commune de la banlieue,,. Par ailleurs la commune fait partie de l'aire d'attraction de Nancy, dont elle est une commune du pôle principal,. Cette aire, qui regroupe 353 communes, est catégorisée dans les aires de 200 000 à moins de 700 000 habitants,.

### Occupation des sols
L'occupation des sols de la commune, telle qu'elle ressort de la base de données européenne d’occupation biophysique des sols Corine Land Cover (CLC), est marquée par l'importance des territoires artificialisés (50,8 % en 2018), en augmentation par rapport à 1990 (39,5 %). La répartition détaillée en 2018 est la suivante : zones urbanisées (37,3 %), forêts (17,2 %), milieux à végétation arbustive et/ou herbacée (14,3 %), terres arables (8,7 %), espaces verts artificialisés, non agricoles (7,6 %), zones agricoles hétérogènes (6,9 %), zones industrielles ou commerciales et réseaux de communication (5,9 %), prairies (2,1 %). L'évolution de l’occupation des sols de la commune et de ses infrastructures peut être observée sur les différentes représentations cartographiques du territoire : la carte de Cassini (XVIIIe siècle), la carte d'état-major (1820-1866) et les cartes ou photos aériennes de l'IGN pour la période actuelle (1950 à aujourd'hui).

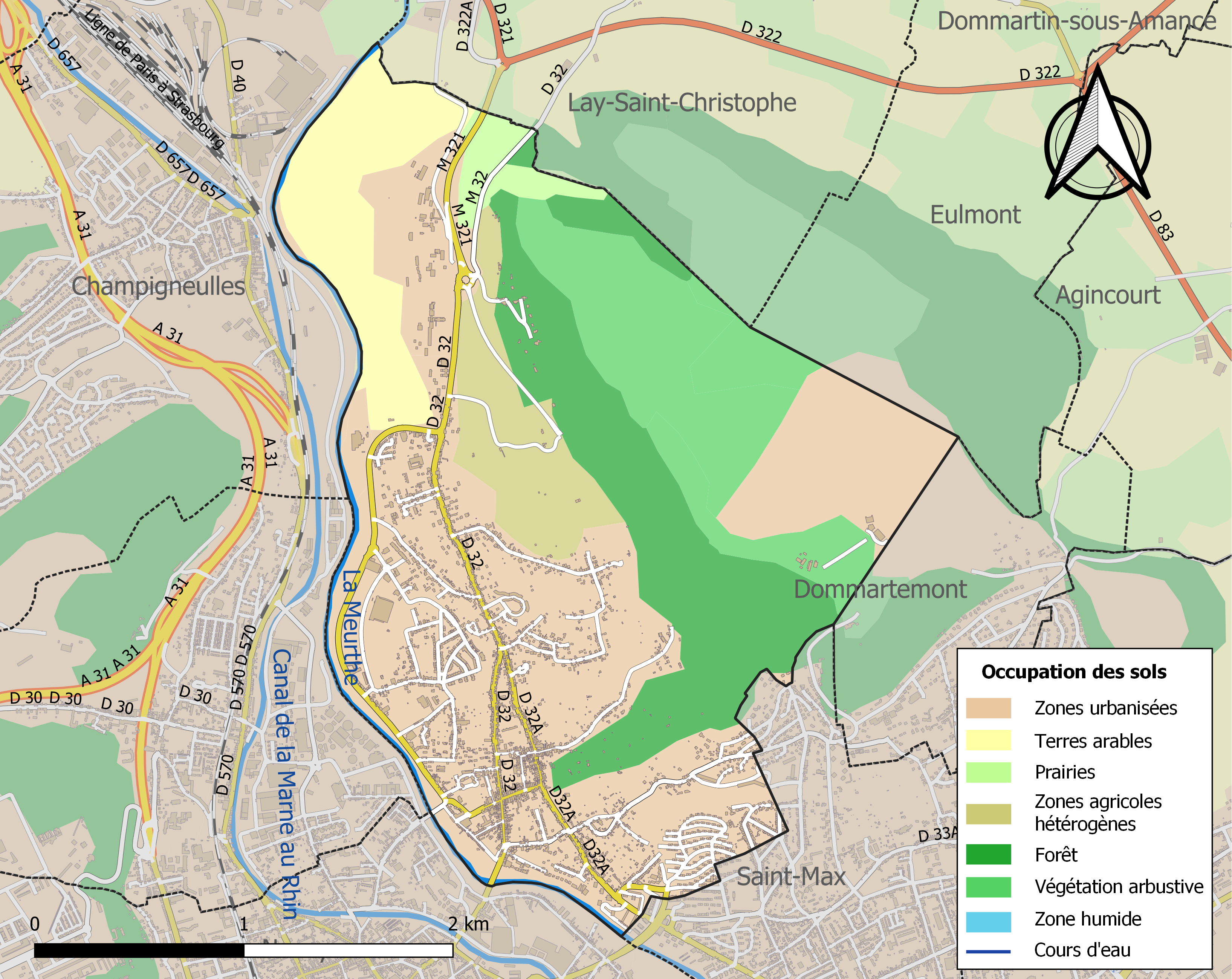
Carte des infrastructures et de l'occupation des sols de la commune en 2018 (CLC).

## Toponymie
Villa de Margeville (1130), Mareseivilla (1176-1205), Malisevila (1231), Malesevilla (1246), Mallisei villa (XIVe siècle), Marezeville (1349), Marzeville (1390), Morisevilla (1402), Malzeville (1424), Mallezeville (1444), Malzeville-devant-Nancy (1494), Malezeville-près-Nancy (1496), Maleseville (1526), Marzeville-lès-Nancy (1573), Malzeville (1793)[réf. nécessaire].

## Histoire

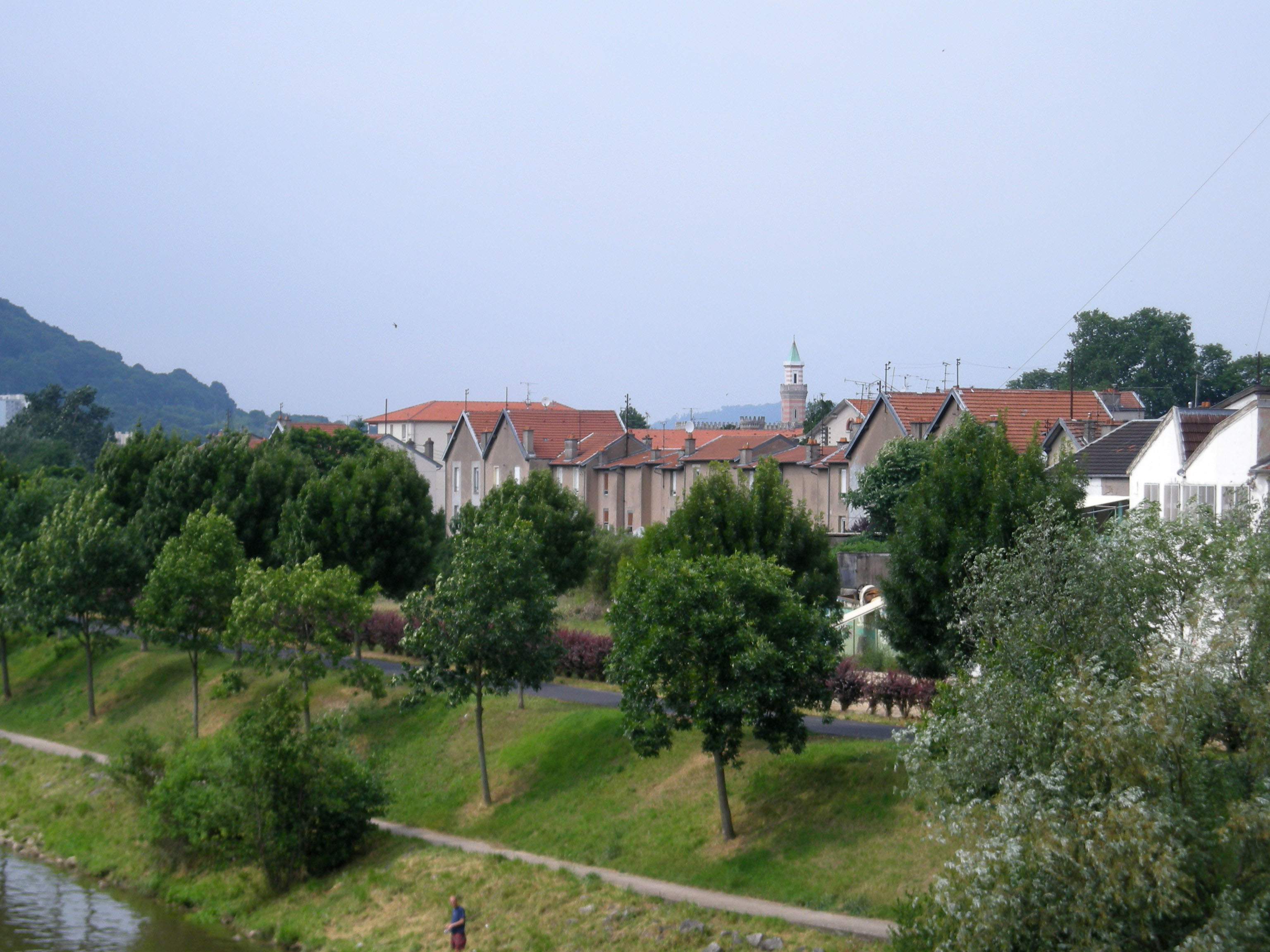
Les rives de la Meurthe et le minaret de La Douëra.

Le plateau qui domine Malzéville a été occupé à différentes époques de la protohistoire. Des fouilles du XIXe siècle ont révélé plusieurs ensembles de tumulus, un reste de mur cyclopéen au lieu-dit La Trinité, des vestiges de fonderie de fer à la butte Sainte-Geneviève, ainsi que des poteries noires et des haches de pierre polie.
Village de l'ancien duché de Lorraine, Malzéville est mentionné pour la première fois dans une charte du duc Simon Ier en 1130. En 1246, les moines de Clairlieu font construire un moulin sur la Meurthe au-dessus du pont de Malzéville. En 1496, Antoine Warin, seigneur de Clémery, cède au duc René II la moitié de la seigneurie de Malzéville qu'il détenait pour la somme de 1 371 francs. Le village relevait de la châtellenie de Nancy, bailliage de cette ville.
Le village est partiellement détruit pendant la guerre de Trente Ans. Après l'annexion de l'Alsace-Moselle par l'Empire allemand en 1871, Malzéville reçoit de nombreuses personnes déplacées de la zone annexée et sa population passe à 2 200 habitants.
De 1927 à 1984, Malzéville était traversée par le TP Max, transporteur par câble aérien qui acheminait du calcaire depuis les carrières de Maxéville jusqu'à l'usine Solvay de Dombasle-sur-Meurthe.

## Politique et administration

### Jumelages

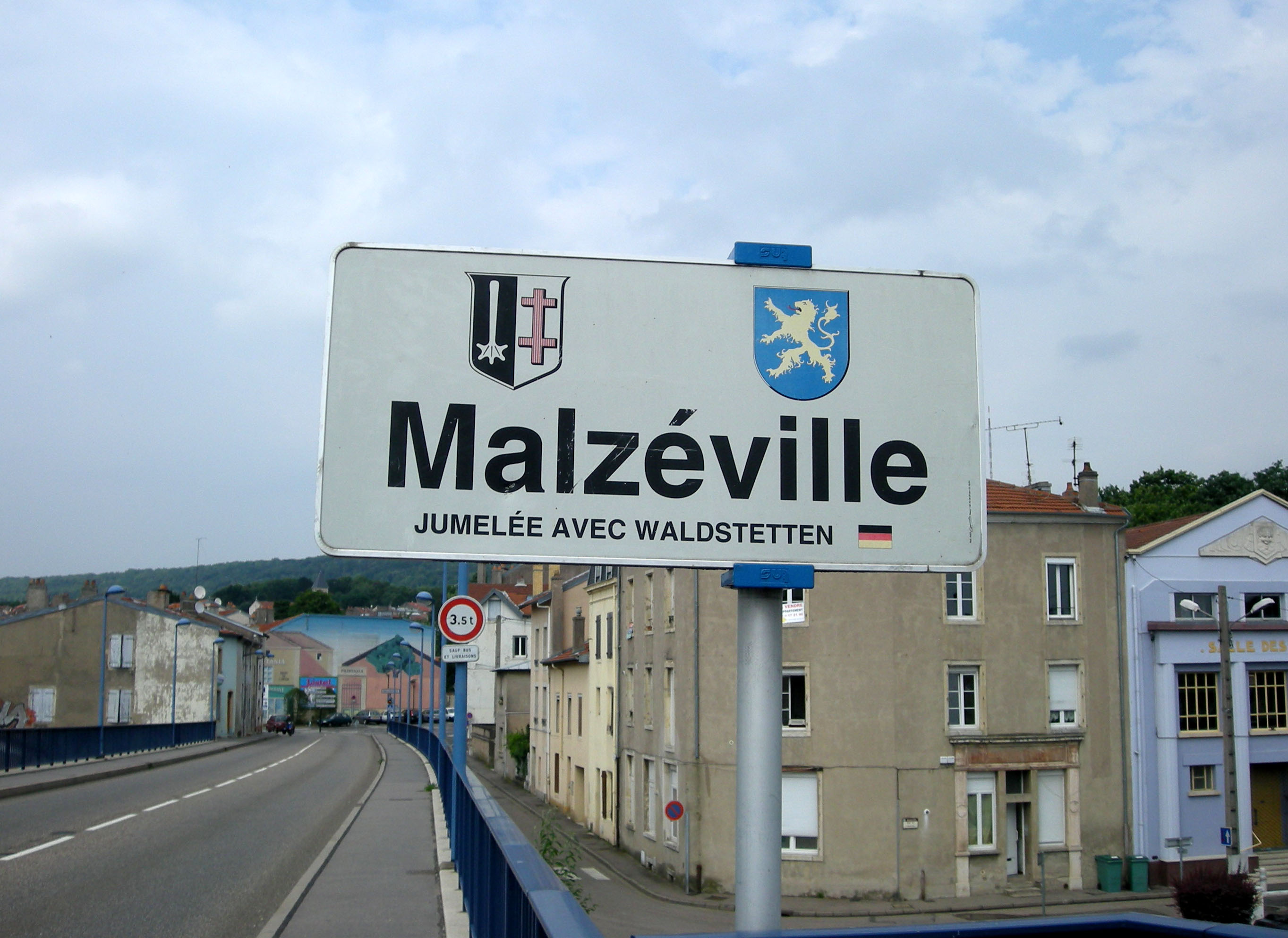
Pont sur la Meurthe à l'entrée de la ville.

- Waldstetten (Bade-Wurtemberg) (Allemagne)

Le comité de jumelage a été créé en 2014, à l'occasion du 50e anniversaire du serment entre les deux villes.

## Population et société

### Démographie
L'évolution du nombre d'habitants est connue à travers les recensements de la population effectués dans la commune depuis 1793. Pour les communes de moins de 10 000 habitants, une enquête de recensement portant sur toute la population est réalisée tous les cinq ans, les populations de référence des années intermédiaires étant quant à elles estimées par interpolation ou extrapolation. Pour la commune, le premier recensement exhaustif entrant dans le cadre du nouveau dispositif a été réalisé en 2006.

En 2022, la commune comptait 7 818 habitants, en évolution de −1,89 % par rapport à 2016 (Meurthe-et-Moselle : −0,13 %, France hors Mayotte : +2,11 %).
| 1793 | 1800 | 1806  | 1821  | 1831  | 1836  | 1841  | 1846  | 1851  |
| ---- | ---- | ----- | ----- | ----- | ----- | ----- | ----- | ----- |
| 981  | 927  | 1 037 | 1 101 | 1 253 | 1 375 | 1 640 | 1 710 | 1 788 |

| 1856  | 1861  | 1872  | 1876  | 1881  | 1886  | 1891  | 1896  | 1901  |
| ----- | ----- | ----- | ----- | ----- | ----- | ----- | ----- | ----- |
| 1 775 | 1 938 | 2 230 | 2 472 | 2 756 | 2 827 | 2 974 | 3 114 | 3 257 |

| 1906  | 1911  | 1921  | 1926  | 1931  | 1936  | 1946  | 1954  | 1962  |
| ----- | ----- | ----- | ----- | ----- | ----- | ----- | ----- | ----- |
| 3 426 | 4 169 | 4 296 | 4 648 | 4 850 | 5 404 | 5 332 | 6 133 | 7 412 |

| 1968  | 1975  | 1982  | 1990  | 1999  | 2006  | 2011  | 2016  | 2021  |
| ----- | ----- | ----- | ----- | ----- | ----- | ----- | ----- | ----- |
| 8 725 | 8 432 | 8 325 | 8 090 | 7 712 | 8 120 | 8 070 | 7 969 | 7 927 |

| 2022  | - | - | - | - | - | - | - | - |
| ----- | - | - | - | - | - | - | - | - |
| 7 818 | - | - | - | - | - | - | - | - |

## Enseignement
- 3 écoles maternelles publiques : les écoles Gény, Jéricho et Leclerc, situées dans les rues-avenue du même nom.
- 3 écoles élémentaires publiques : les écoles Paul-Bert, rue de la République (installée pour partie dans l'ancienne mairie de la commune), Pasteur et Jules-Ferry, dans les rues du même nom.
- un collège public : le collège Paul-Verlaine, avenue du Général-Leclerc, dont le bâtiment actuel date de 2005.
- un lycée agricole public : le lycée Mathieu de Dombasle, installé sur le domaine de Pixerécourt depuis 1953. En réalité, l'Établissement Public Local d'Enseignement et Formation Professionnelle Agricole de Pixerécourt se compose du lycée, qui dispense les formations par la voie scolaire, d'un CFA-CFPPA dans lequel se déroulent les formations par la voie de la formation continue et de l'apprentissage, d'une exploitation agricole (la Ferme de Pixérécourt), d'une halle de technologie équipée pour la fabrication agroalimentaire, et enfin d'un Cercle hippique (Hippix). L'ensemble s'étend sur 16 hectares.

## Culture locale et patrimoine

### Lieux et monuments

#### Édifices civils

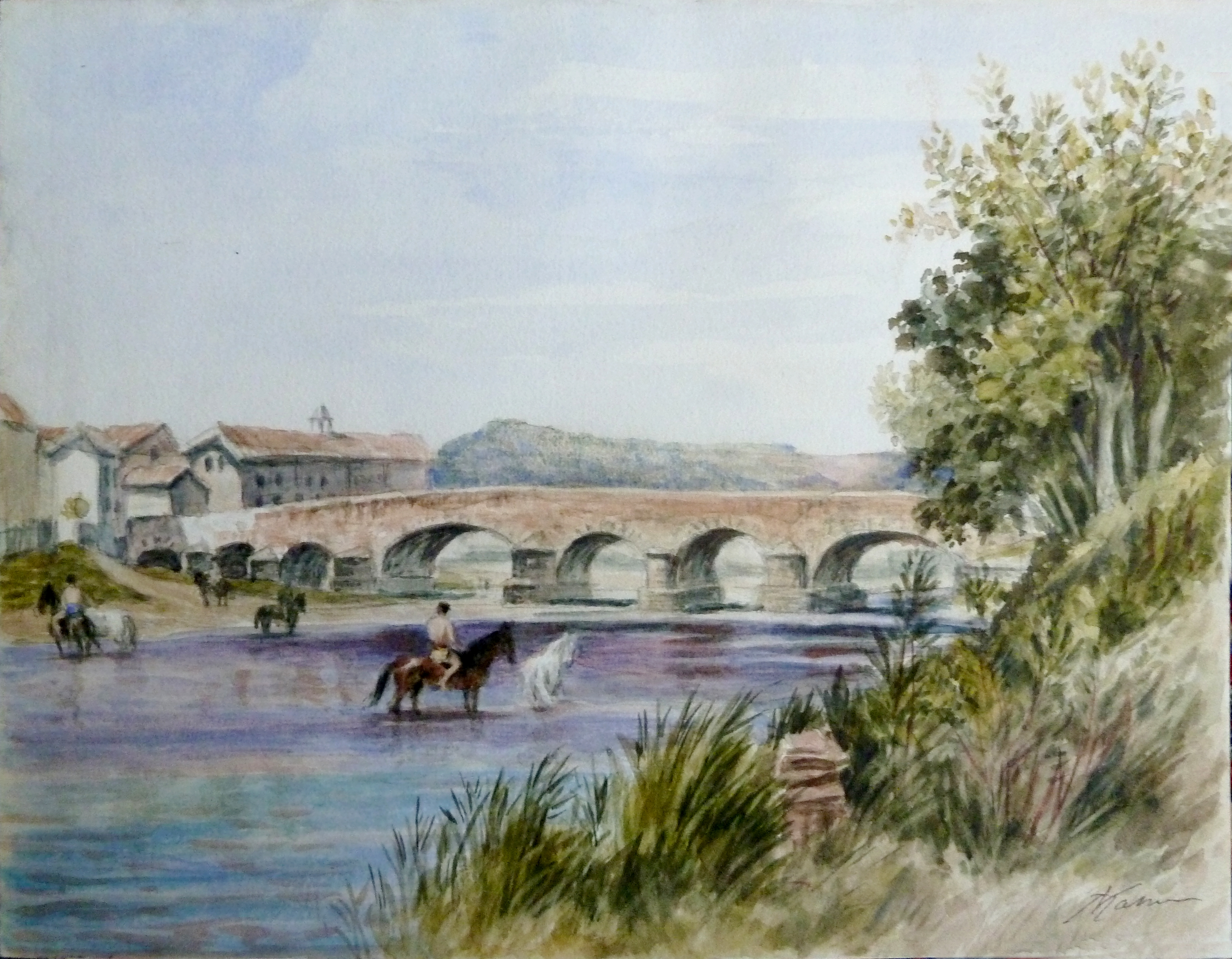
Victor Masson, Le Pont de Malzéville, fin du XIXe siècle, collection particulière.

- Château de Pixerécourt[28], château construit en 1860 d'après les plans de Corrard des Essarts de style XVIIIe siècle, remplaçant un château plus ancien du XVIIe siècle. Parmi les châtelains successifs, il convient de citer René-Charles Guilbert de Pixerécourt, Ferdinand Alfred comte O'Gorman et Émile Driant qui en fut locataire. L'avenir de ce château est menacé, du fait de son entretien lourd. La question de le détruire a été évoquée en janvier 2002[29] et en janvier 2018[30]. Ces questions font suite à la rénovation au début des années 2000 du lycée agricole et du départ de son administration du château pour des bâtiments neufs.
- La Douëra, demeure orientaliste de style Mozarabe objet d’une inscription partielle au titre des monuments historiques depuis 1993[31].
- L'arboretum de l'Abiétinée.
- Ancienne guinguette, dite La Cure d'Air Trianon, classée au titre des monuments historiques pour son architecture métallique et ses vitraux par arrêté du 12 juin 1989[32].
- Fondation Jacquemin, bâtiment édifié en 1903 sous l'impulsion de Georges Jacquemin, disciple de Pasteur. S’inspirant des usines en brique, construites en Angleterre au XIXe siècle, la façade est de composition classique, symétrique.
- Plateau de Malzéville, base de loisirs et de vol à voile), où l'émetteur de Malzéville, deuxième plus haute structure de Lorraine - 215 à 220 mètres de hauteur -, y est implanté.
- Pont de Malzéville, pont construit à la fin du XVe siècle au-dessus de la Meurthe.
- L'ensemble résidentiel « Les Balcons de Velchée » à Malzéville, par Jean-Luc André, Claude Prouvé et André Faye (1982) ; labellisé Architecture contemporaine remarquable en 2015[33].

#### Édifices religieux

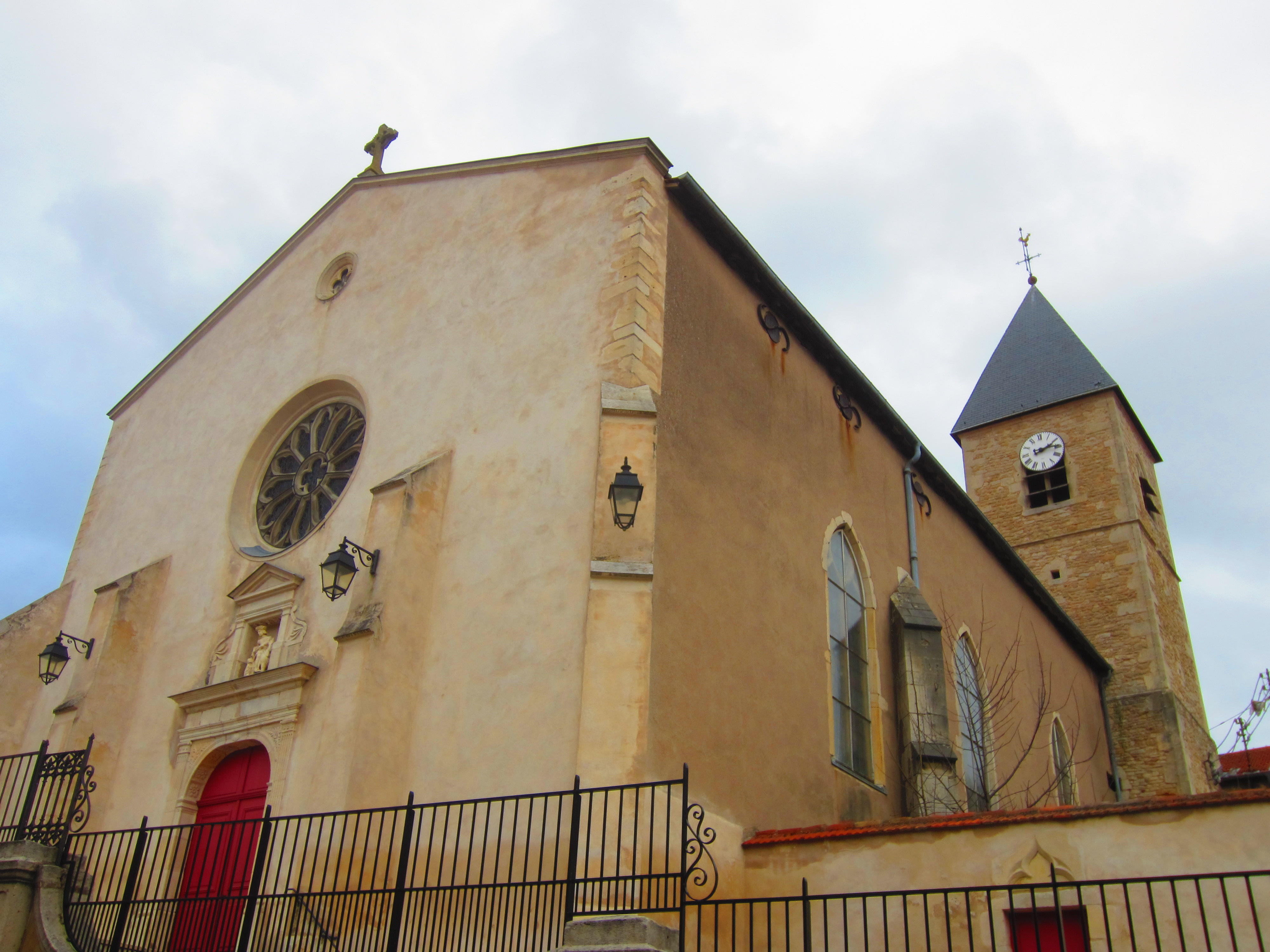
Église Saint-Martin.

- Église Saint-Martin, peintures murales du XVIe siècle (dont un remarquable « chemin de croix », cycle de la Passion en réalité, classé)[34], boiseries du chœur du XVIIIe siècle (classées). Clocher fortifié (présence de meurtrières). Une association, créée en mai 2011, a « pour but de promouvoir, d'encourager ou d'organiser toutes les actions et manifestations tendant à mieux faire connaître les valeurs historiques, culturelles, artistiques et religieuses de l'église Saint-Martin de Malzéville, et d'œuvrer pour l'entretien et la restauration de son patrimoine, notamment des peintures murales »[35]. Une monographie, parue en 2012, offre un beau panorama illustré de l'édifice et de son histoire[36].
- Église Saint-Michel, moderne et de forme ronde ; construite par le chanoine André Vaillant (inhumé dans le narthex). À moitié sur le territoire de Saint-Max.
- Chapelle Saint-Pierre de Pixerécourt. Elle accueille actuellement le musée Mathieu-de-Dombasle du lycée agricole de Pixérécourt.
- Chapelle Saint-Gauzelin, dépendant de l'église Saint-Martin. Désacralisée et vendue en 2009. Vitraux de Jacques Le Chevallier (en partie détruits). La cloche, datée de 1760 (réemploi), est aujourd'hui visible dans le transept sud de l'église Saint-Martin.
- Chapelle de la Gueule du Loup.
- Croix de Mission, du XIXe siècle, qui a donné son nom au quartier. Restaurée en 2000[37].
- Salle du Royaume (Témoins de Jéhovah).

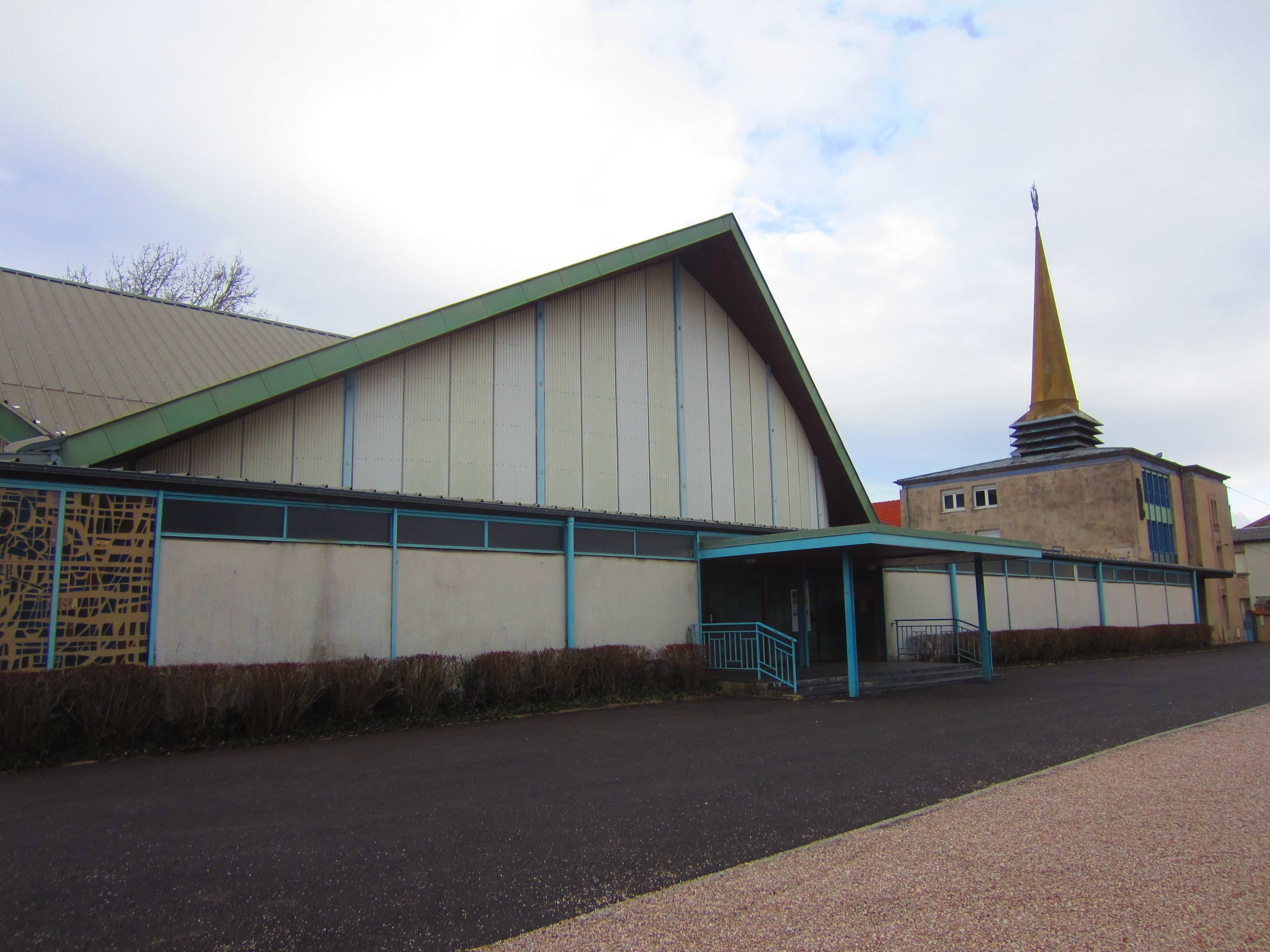
Église Saint-Michel.
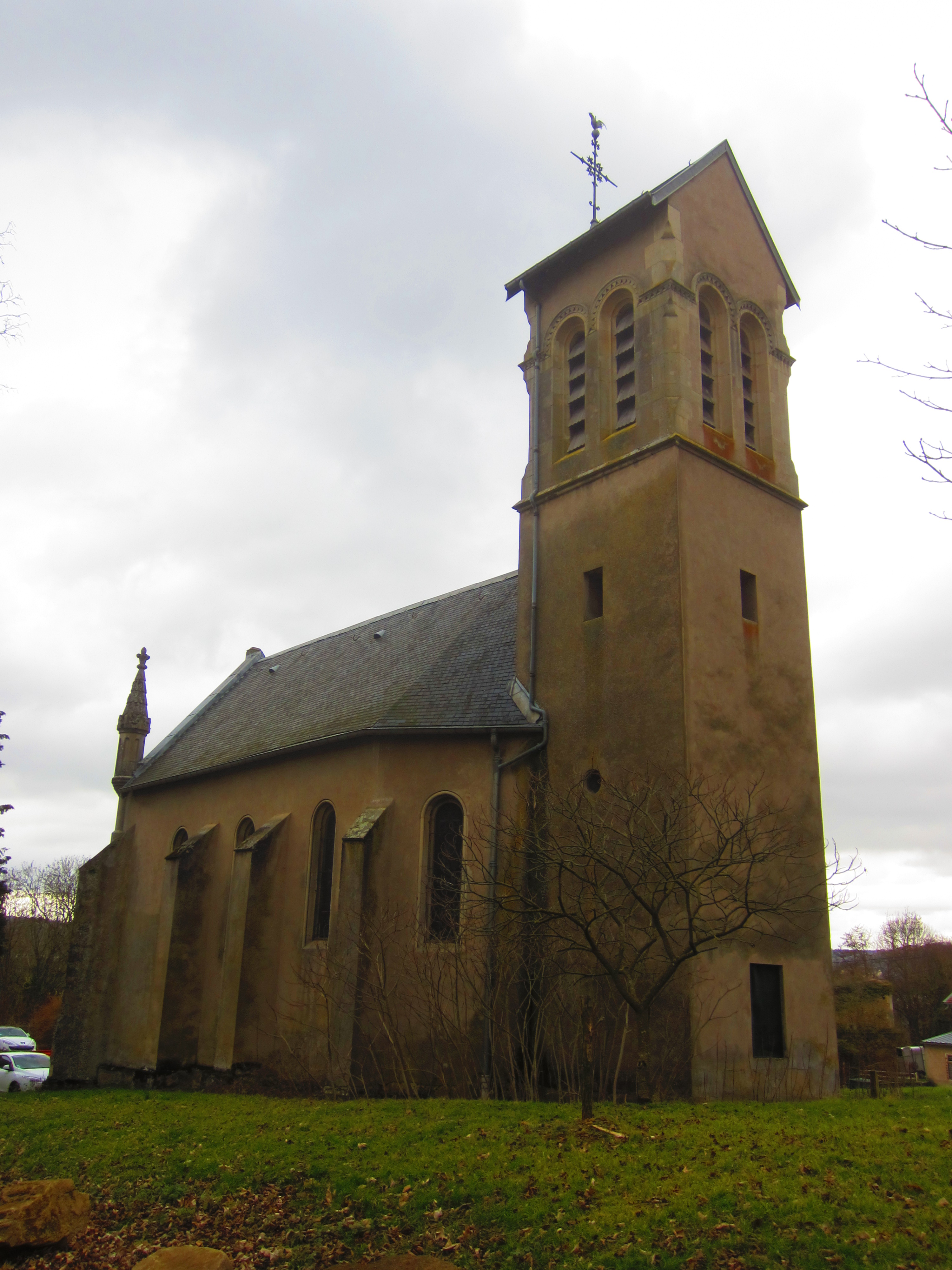
Chapelle Saint-Pierre de Pixerécourt.
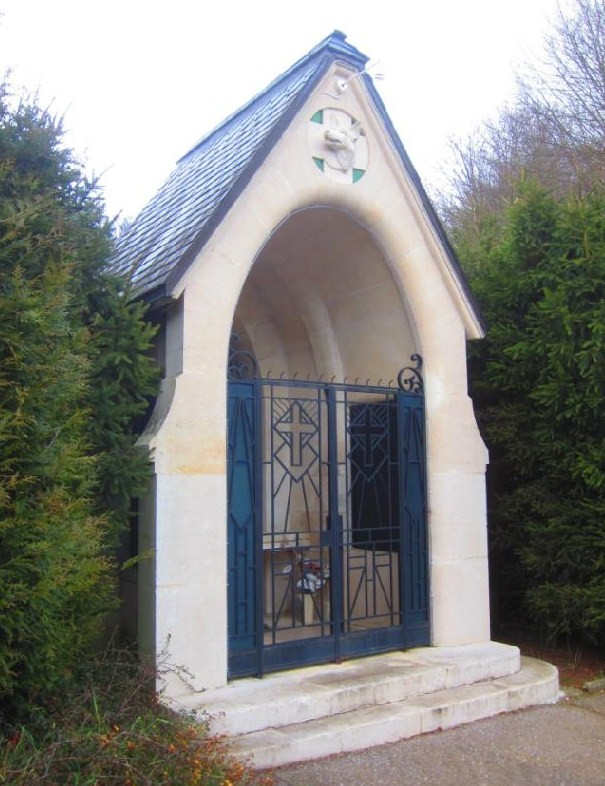
Chapelle de la Gueule du Loup.
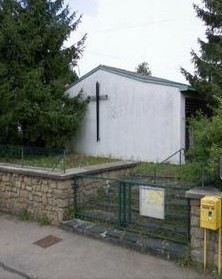
Chapelle Saint-Gauzelin.
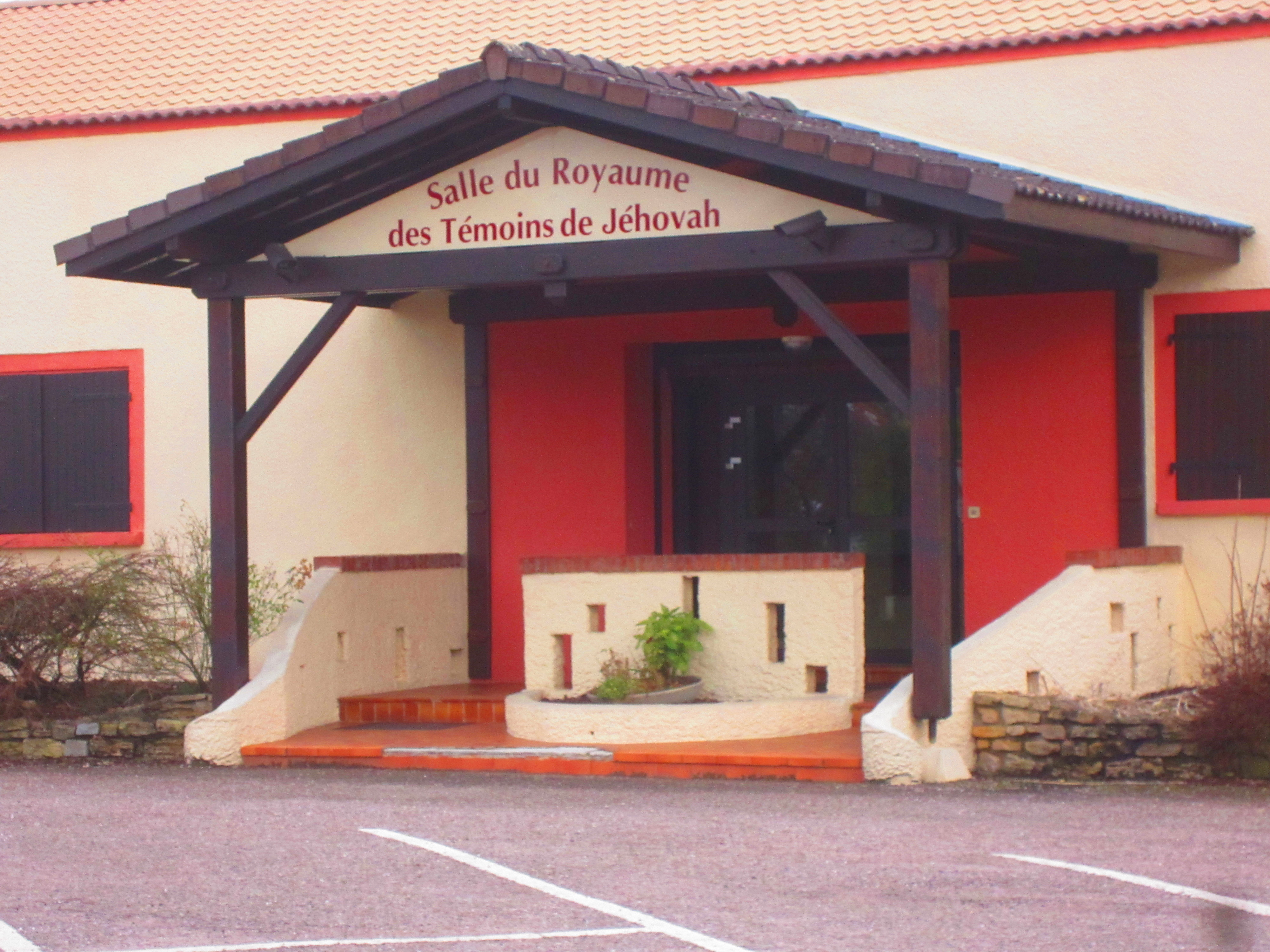
Salle du Royaume.

### Personnalités liées à la commune
- Nicolas Dupont (1714-1781), facteur d'orgues, vivait à Malzéville. Lui sont dus, notamment, les orgues des cathédrales de Toul (1755), Nancy (1763) et Verdun (1766).
- Charles Cournault (1815-1904), peintre, archéologue, conservateur de musée. Il transforme un simple chalet de Malzéville en une véritable villa imitant le style mauresque, la Douëra.
- Ferdinand Alfred comte O'Gorman (1825-1900), richissime rentier et propriétaire du château de Pixerécourt.
- Teresa Milanollo (1827–1904), violoniste. Elle possédait une maison de famille à Malzéville et y donnait des concerts pour ses connaissances même si elle avait cessé de se produire en public après son mariage en 1857.
- Émile Driant (1855-1916), officier, écrivain, député de Nancy. Locataire du château de Pixerécourt.
- Charles Bapst (1890-1979), militaire né à Malzéville, général de la France libre.
- Étienne Cournault (1891-1948), petit-fils de Charles Cournault, peintre et graveur.
- Robert Honnert (1901-1939), écrivain et poète, est né à Malzéville.
- Charles Clavel (1902 - 1992), résistant né à Malzéville, maire de Varangéville.
- Boris Simon-Gontcharov (1913-1972), peintre, écrivain et traducteur français, né à Malzéville.
- André Beyler (1916-1981), résistant et patron de presse français, y est né.
- Romain Simon (1916-2007), illustrateur essentiellement animalier de livres de jeunesse (près de 300 ouvrages illustrés), né à Malzéville.
- Pierre-Louis Maubeuge (1923-1999), géologue, stratigraphe, et paléontologue, à vécu et est mort à Malzéville.
- Jo Schlesser (1928-1968), pilote automobile, inhumé à Malzéville.
- Katia Kaupp (1933-2008), journaliste née à Malzéville.
- Robert Rogier (1946-2004), organiste, a vécu plus de 40 ans à Malzéville. A 20 ans, il fut nommé organiste titulaire de l'instrument de Saint Fiacre à Nancy, fonction qu'il occupa durant 24 ans. Le prix international Viotti de Vercelli, qu'il obtient à l'issue de ses études, lui ouvrit une carrière de concertiste qui le mena aux Etats-Unis, au Japon, en Australie, dans l'ex URSS et dans toute l'Europe.

### Héraldique
| Blason de Malzéville | Blason  | Parti : au premier de sable à la patte d'oie d'argent posée en pal, au second d'argent à la croix patriarcale de gueules. |
| Blason de Malzéville | Détails | Utilisé depuis 1771 |